# Jacques Duding
Jacques Duding (* 23. August 1643 in Riaz; † 16. November 1716 in Freiburg) war ein Schweizer römisch-katholischer Geistlicher und Bischof von Lausanne.

## Leben
Er war der Sohn des François Duding genannt l’Aîné und dessen Ehefrau Marie geborene Gobet. Nach dem Studium der Philosophie, Theologie und des Kirchenrechts trat er 1657 in den Malteserorden ein und war ab 1658 Komtur. Jacques Duding nahm an mehreren militärischen Expeditionen gegen die Türken teil, pflegte 1676 Pestkranke und war Seelsorger und Anwalt der Galeerensträflinge. Im Jahr 1681 begegnet er als Doktor der Theologie, Komtur von Aachen, Regensburg, Altmühlmünster und Freiburg sowie Prokurator des Grosspriors von Deutschland. Seine Ernennung zum Bischof von Lausanne erfolgte am 1. August 1707. Die Bischofsweihe spendete ihm am 4. November 1708 in Vienne (Dauphiné) der Erzbischof von Vienne Armand de Montmorin de Saint-Hérem; Mitkonsekratoren waren François de Madot, Bischof von Belley, und Ennemond Allemand de Montmartin, Bischof von Grenoble.
Jacques Duding, der sich nach dem Zweiten Villmergerkrieg für einen Friedensschluss einsetzte, residierte in der Komturei St. Johann zu Freiburg.